# Busmaterieel van ENHABO
Busmaterieel van ENHABO geeft een compleet overzicht van het lijnbusmaterieel dat vanaf 1960 dienst heeft gedaan bij het voormalig openbaarvervoerbedrijf ENHABO (Eerste Noord-Hollandse Autobus Onderneming; voorheen Evert van der Does & Zonen) uit Landsmeer.
De ENHABO exploiteerde het openbaar vervoer in de Zaanstreek en werd in 1991 overgenomen door de NZH uit Haarlem.
In de jaren zestig bestond het wagenpark van de ENHABO vooral uit tweedehands materieel. De stadsbussen waren blauw-grijs en de streekbussen okergeel. Het wagenpark uit de periode 1921-1960 is incompleet.
| Nummer(s) | Model                                           | Bijzonderheden |  |
| Diverse merken | Diverse merken                                  | Diverse merken |  |
| --- | ----------------------------------------------- | --- |  |
| 1 | Ford                                            | Dit was de eerste bus, uit 1921, geschikt voor 21 personen. |  |
| 2 | Opel                                            | Dit was de tweede bus, uit 1922. |  |
| 3 | Dürrkop/Schwarze                                | Deze bus uit 1922 was uitgevoerd met luxe zetels, tapijt en gordijnen en was van binnen betimmerd met mahoniehout. |  |
| 33-41 | Kromhout/Verheul                                | In de periode 1938-1940 kwamen er bij het GVB zestien kleine Kromhouts in dienst; bussen met maar één bedrijfsdeur, met de nummers 35-50. In 1952 werden de 43, 45, 46 en de 49 verkocht aan de ENHABO en kregen de nummers 34, 35, 36 en 33. De 36 kwam echter niet in dienst en werd gebruikt als onderdelenleverancier. Een van deze wagens werd later voor de dienst op lijn 4 verbouwd tot luxe bus. In 1955 werden ook de 37, 38, 41, 42 en 44 aan de ENHABO verkocht en kregen de nummers 37-41, waarbij de 37 en 38 hun originele GVB-nummer behielden en de 41, 42 en 44 de ENHABO-nummers 39-41 kregen. |  |
| 51, 52 | Kromhout-Werkspoor                              | Deze bussen waren gelijk aan de GVB 35-50 maar hadden een koetswerk van Werkspoor. In 1955 nam de ENHABO deze wagens ook over van het GVB, maar ze kwamen niet in dienst en werden gebruikt als onderdelenleverancier. |  |
| 42-44, 46 | Scania-Vabis-König                              | 1957 (42, 43), 1958 (44, 46), ze reden op lijnen 1 en 4. |  |
| 45 | Volvo-Den Oudsten                               | Deze wagen reed op lijnen 1 en 4. Deze ex-tourwagen werd door Jonckheere tot lijnbus verbouwd. |  |
| 47-48 | Leyland-Verheul                                 | Dit waren de enige Leyland's die ooit bij de ENHABO hebben gereden. Deze ex-tourwagens werd door Jonckheere tot lijnbus verbouwd. Hij reed op lijnen 1 en 4. |  |
| 49, 57 | Fiat-Jonckheere                                 | 1961, 1963, 57 ex-Pool 21 (1961) |  |
| 50, 51 | Fiat-Jonckheere                                 | Dit waren microbussen, ze reden op lijn 5 in Landelijk Noord. |  |
| 53, 54 | Fiat-König                                      | 1961, ex-Vlasman 5, 7 (1959) |  |
| 59, 60 | Scania/Hoogeveen                                | Dit waren microbussen, reden op lijn 6 en waren afkomstig van de NACO. |  |
| 62 | Scania-Vabis/Jonckheere                         | 1964 ex-Dusseldorp 19 (1953) |  |
| 67, 68 | Scania-Vabis/Kusters                            | 1964, 67 ex-Kuipers 5 (1958) en 67 ex-Kuipers 2 (1961). |  |
| 71, 72 | Scania-Vabis/Den Oudsten                        | Deze bussen waren afkomstig van de TET en in 1965 overgenomen door de ENHABO. De 71 was de ex-TET 50. |  |
| 12, 61, 69, 70, 75-79 | Scania-Vabis/Jonckheere                         | De 12 uit 1961 en de 78 uit 1966 waren blauw-grijs en reden op de stadsdienst Zaandam. De 61 uit 1964 reed op lijnen 1 en 4 en vanaf 1966 evenals de andere wagens op lijn 7. De 68 uit 1964 was de ex-Kuippers 3 uit 1961 en had een Kusters '61 carrosserie. De 69 uit 1965 was een omgebouwde tourwagen. De 70 was uit 1965, de 71 en 75-79 uit 1967. De 70 en 75 waren semi-tourwagens. |  |
| 80 | Scania-Vabis/Den Oudsten                        | 1966, ex-TET 57 (1955) |  |
| 82 | Scania-Vabis/Domburg                            | 1968, ex-Oosterom 24 (1956) |  |
| 10, 11 | DAF/Jonckheere                                  | 1960, deze bussen waren blauw-grijs en reden op de stadsdienst Zaandam. |  |
| 81-87, 93-98, 100, 102 | DAF/Jonckheere                                  | Tussen 1968 en 1970 stroomden er DAF/Jonckheere-bussen in; de tweede serie kreeg de nummers die eigenlijk voor de GVB-Leylands waren bedoeld en waren iets langer. De DAF's begonnen in het wit maar werden later vergeeld en reden op lijnen 1 en 2. De 87 en 93 waren blauw-grijs en reden op de stadsdienst Zaandam. In hun nadagen in 1976 werden ze alsnog geel en gingen rijden op lijnen 1 en 2. In 1977 werden de 81 en 83/86 verkocht aan de fa.Van Fraasen in Vlissingen voor groepsvervoer op Walcheren. De resterende exemplaren 87 en 93-98 reden alleen nog op spitsdiensten, onder meer op lijn 37, die voorheen alleen met AEC's reed. Tourwagens 98 en 102 werden in juni 1975 eigendom van het GVB; ze werden vernummerd tot 598 en 599 en op 30 september rood geschilderd. In omgekeerde volgorde waren ze in dienst tot 28 november 1985 en 26 november 1986. De 598 ging op 16 juni 1987 naar z'n nieuwe eigenaar in Badhoevedorp. De 95 is tegenwoordig museumbus bij stichting BRAM. Verder had de ENHABO een DAF-tourwagen in dienst. De 102 ging in juni 1975 naar het GVB (in ruil voor de 526 en de 527) en werd er rood geschilderd en vernummerd tot 599. Op 28 november 1985 werd hij afgevoerd. |  |
| AEC-bussen |                                                 | |  |
| 40, 42, 49, 50 , 51 | AEC Regal Mk. IV/Verheul                        | In mei 1970 werden de veertien jaar oude 42, 49, 50 en de 51 van het GVB aan de ENHABO verhuurd voor eigen diensten. De wagens bleven blauw. De 49 werd nog vervangen door de 40 in verband met herstel van schade. |  |
| 164, 165, 168, 170, 172-182 | AEC Regal Mk. IV/Verheul                        | In november 1970 werden de voorverkiezers 33-52 vernummerd in 163-182 en verbleven vier steeds wisselende wagens bij de ENHABO in huur, voor eigen diensten. Doordat het GVB lijn 34 zelf weer als volwaardige lijn ging rijden waren de huurwagens vanaf de zomer 1971 niet meer nodig. In de winterdienst 1971/1972 gingen alle voorverkiezers, behalve de 163, 166, 167, 169 en 171, naar de ENHABO waar ze werden ingezet met ENHABO-chauffeurs op spitsdiensten van de GVB-lijnen 32, 33 en 34. Ook nu bleven ze blauw. In de zomer van 1972 keerden ze terug naar het GVB. |  |
| 88-90, 211, 215, 216, 218, 220-223 | AEC Regal Mk. IV/Den Oudsten                    | Zie serie hieronder. |  |
| 91, 92, 232-239, 241-244 | AEC Regal Mk. IV/Verheul                        | Het GVB schafte in de jaren vijftig blauwe bussen aan op AEC- en Kromhout-chassis. De series 200-224 (gebouwd door Den Oudsten) en 225-244 (gebouwd door Verheul) werden ook wel monocontrols genoemd en reden vanuit de hoofdgarage West. In 1969 werd het GVB aandeelhouder van ENHABO en ging het vanaf toen materieel uitlenen dan wel verhuren/verkopen voor eigen diensten of spitsritten op GVB-lijnen 32, 33, 42 en 47. Lijn 37 (Centraal Station – Molenwijk) werd uitgevoerd door de ENHABO. Als eerste werden de 213, 214, 217, 228 en 240 verkocht. Ze werden okergeel geschilderd en vernummerd tot 88-92. Daarna volgden de 211, 215, 216, 218, 220-223, 232-239 en de 241-244, maar deze werden verhuurd. Aanvankelijk werden slechts 13 exemplaren geel geschilderd maar de overige 7 volgden spoedig. Ze werden naast lijn 37 op alle lijnen ingezet inclusief de Zaanse stadsdienst. In 1972 werden in de gemeenteraad vragen gesteld over de verhuur van de 20 bussen aan de ENHABO bij een debat over de aanschaf van nieuwe standaardbussen. Omdat het GVB jaarverslag over 1971 nog niet was samengesteld werden de wagens met terugwerkende kracht naar 1971 verkocht. Ze behielden echter wel hun GVB-nummer omdat het groot onderhoud nog bij het GVB plaatsvond. Dit in tegenstelling tot de 88-92. Met de uit West afkomstige 208, 210, 212, 225, 227 en 229 werden tijdens de benzinerantsoenering in 1974 spitsdiensten gereden op de GVB-, maar door de ENHABO gereden, lijn 37, waardoor eigen wagens gebruikt konden worden voor eigen extra diensten. Na het einde van de rantsoenering keerden ze niet meer in West in dienst terug. Enkele exemplaren reden nog even in Noord. Met de komst van de Volvo/Jonkheere-wagens 105-136 in 1974 gingen de meeste Monocontrols buiten dienst (op hetzelfde moment dat ook de rol van de bij het GVB achtergebleven wagens was uitgespeeld). Alleen de 92, 211, 215, 233 en de 244 mochten doorrijden. Van deze wagens had laatstgenoemde de langste adem; begin 1975 kreeg hij gezelschap van herintreders 229, 232, 236 en 243. Ze reden hoofdzakelijk op lijn 37 en spitsdiensten op lijnen 1 en 2. Bij de komst van de ex-GVB standaards 101 en 102 in de zomer van 1975 gingen ze na 18 jaar buiten dienst. De 244 werd museumbus bij de Stichting MUSA en is na jarenlang binnenblijven aan het Haags Bus Museum overgedragen, waar hij tot HTM-bus zou worden beschilderd. Inmiddels is de 244 in eigendom overgegaan naar Mart Leek. |  |
| 539, 542, 544, 552, 562, 578 | AEC Regal Mk. IV/Verheul                        | Ook de HTM in Den Haag schafte in 1957/58 een serie monocontrols aan; de 501-605 (waarvan de 581-605 in 1961 vrijwel ongebruikt aan Buenos Aires werden verkocht) verschilden enkel van de 225-244 doordat ze crèmekleurig waren en groene bankjes hadden. In 1973 gingen zes wagens (539, 542, 544, 552, 562, 578) naar ENHABO; niet om het materieeltekort op te vullen maar om motoren te leveren voor hun Amsterdamse broers (de transplantatie speelde zich af in Garage West). Daarna werden ze ontdaan van bruikbare onderdelen en gesloopt. |  |
| DAF-microbussen |                                                 | |  |
| 70, 75 | DAF B1100DA406/Verheul                          | DAF-microbussen van het GVB. Speciaal voor de lijnen naar Landelijk Noord nam het GVB tussen 1964 en 1967 acht DAF-jes (153-160) in dienst die min of meer miniversies waren van de AEC-luchtbussen 110-149 (later 531-570). De 153 (het enige exemplaar met kleine DAF-letters) werd in 1964 afgeleverd, de 154 debuteerde pas 5 september 1966 op de van ENHABO overgenomen lijn 30. Naar het voorbeeld van de 155-160 werden ze bij hun revisie wijnrood geschilderd zoals de CSA 1-standaards en voorzien van mistlampen en dakclignoteurs. Met het oog op de in bestelling zijnde serie 111-169 werden de micro's op 3 maart 1974 vernummerd tot 573-580. Voor de 573 en de 574 zou dit niet hun enige vernummering zijn, want op 1 juni 1975 werden ze samen met de vijf jaar oude DOL-bussen 526 en 527 aan ENHABO verkocht; de 573 (juni) en de 574 (september) werden okergeel geschilderd en vernummerd tot 70 en 75. Ze reden op de z.g. zwakke lijnen en werden af en toe teruggeleend door het GVB in tijden van materieeltekort. De 70 werd op 6 november 1977 afgevoerd naar de sloper in Monnickendam maar werd gered door een chauffeur van het GVB die hem tot camper ombouwde. In 1994 werd hij doorverkocht en is voor zover bekend nog steeds in leven. Hetzelfde geldt voor de 75 die 21 januari 1980 op dertienjarige leeftijd afscheid nam met een personeelsdienst; de volgende dag werd hij aan de Stichting MUSA verkocht die hem geleidelijk aan terugverbouwde tot de blauwe 154 (als compensatie voor de rode 577 die op 26 mei 1984 onder de sloophamer verdween). |  |
| Volvo/Jonckheere-bussen |                                                 | |  |
| 103, 104 | Volvo B58/Jonckheere                            | Deze semi-tourbussen werden afgeleverd in 1973. Al in 1975 werden ze verkocht door het afstoten van het tourvervoer. |  |
| 105-136 | Volvo/Jonckheere                                | In 1974-1975 stroomden er een nieuwe serie Jonckheere-bussen in; de 105-136 waren echter gebouwd op Volvo-chassis en vervingen uiteindelijk de laatste Monocontrols. Ook zouden ze qua populariteit de DAF's voorbijstreven. De 105-122 hadden een halfautomatische versnellingsbak van hetzelfde type als de monocontrols. De 123-136 hadden een volautomatische versnellingsbak waarvan de hoogste exemplaren speciaal bestemd waren voor de stadsdienst Zaandam, waarvoor de gemeente Zaanstad dan ook subsidie verleende. De overige exemplaren reden vooral op lijnen 96 en 97 en vormden jarenlang de hoofdinzet. In 1982 werden de 105, 106, 110, 114 en de 118 voorzien van fietsaanhangers voor dienst op de nieuwe GVB-lijn 36F tussen Molenwijk en Surinameplein. Deze vier aanhangers waren gebouwd door de DAM te Appingedam, zelf ook een voormalig busbedrijf. De fietsbus werd echter geen succes en binnen de kortste keren werd lijn 36F opgeheven. Vanaf 1987 werden er geruime tijd twee fietsbussen ingezet op lijn 97 bij een jaarlijkse fietstocht in de Zaanstreek. De 120 kreeg een themabeschildering. Met de komst van de CSA3's kwam het einde van de Jonkheere-bussen snel in zicht; als eerste kwam de 108 terzijde te staan wegens slechte onderhoudstoestand en kort daarna ook de 105. In 1986 kwamen de 109, 111, 117, 119 en de 121 buiten dienst te staan. In 1987 volgden de 106, 107, 110, 112-114, 116, 118, 122 en 128. In de zomer van 1987 reden alleen nog maar de 115, 120, 123-127 en 129-136. De 129, 131, 133 en 136 werden in juli 1989 aan BAAT in Oostende verkocht; met uitzondering van de 129 vertrokken de 136, 133 en 131 in februari 1990 naar Casablanca, Marokko. In deze volgorde werden ze vernummerd tot 1600-1602. In de tijd dat de surseance van betaling liep had de ENHABO geen geld om de 5 ex-Maastrichtse bussen te kopen en stonden deze dus half verbouwd bij Hainje. Vandaar, en ook omdat de CSA3's werden ingezet voor de Tunnelexpress om nog aan inkomsten te komen, dat de laatste Jonckheere Volvo's noodgedwongen bleven rijden. Ook werden de 107, 120 en 135, die al bij de sloper stonden, teruggehaald en weer in dienst gesteld. Er reden weer tien exemplaren: de 107, 120, 123, 125-127, 130, 132, 134 en 135. Eind 1990 gingen ook de 107, 120 en 132 buiten dienst. Begin 1991 werd de 135 buiten dienst gesteld waarvoor de 132 weer in de dienst terugkeerde. Begin 1991 reden nog maar zeven exemplaren namelijk de 123,125-127,130,132 en 134. Tot de komst van de 4530-4534 reden alleen nog de 123, 125-127, 130 en 132 in de dienst. Tot de overname door NZH in april 1991 stonden ze nog op reserve maar daarna was het einde oefening. De 107, 126, 134, 124, 125, 120 en 135 gingen in oktober naar Casablanca, alwaar ze in deze volgorde werden vernummerd tot 1619-1623, 1626 en de 1629. In 1992 werden ook de 123, 132, 127 en de 130 op de boot naar Marokko gezet, alleen belandden zij in Meknes; in genoemde volgorde kregen zij de nummers 317-320. De 114 bleef in eigen land en werd museumbus bij de Stichting MUSA; compleet met fietsaanhanger en de richtingfilm uit 1981. |  |
| 137-143 (niet afgenomen) | Volvo/Jonckheere                                | Voor 1978 stond een vervolgserie van zeven bussen in de planning; dit ging niet door omdat ENHABO de GVB-standaards 200-205 (510-515) overnam. |  |
| DAF/Leyland CSA-1-standaardbussen |                                                 | |  |
| 93 | Leyland Panther/Hainje                          | Tussen 1966 en 1970 nam het GVB 227 wijnrode standaardbussen van het type SB200 DOL-model (301-527; herkenbaar aan de kleine DAF-letters en dito motorluik) in dienst; daarnaast kwamen er ook zes Leyland-proefbussen, die voor de 301, tot 295-300 werden genummerd. De 300 werd in 1970 bij herstel van zware schade okergeel geschilderd en vernummerd tot 93 voor mogelijke verkoop aan de ENHABO. Waarschijnlijk was het de bedoeling om ook de 295-299 in omgekeerde volgorde te vergelen en vernummeren tot 94-98. Een van de redenen dat dit niet doorging is dat ENHABO, in tegenstelling tot de meeste streekvervoerders, op één uitzondering na nooit een Leyland-bedrijf is geweest. De 295-300 bleven dus GVB-bussen vanuit Garage Noord (hoewel ze ook enige tijd vanuit West hebben gereden voor dienst op de meeverhuisde lijn 36). De 295 (1975) en de 300 (1976) werden geplukt om de tot spitswagens gereduceerde 296-299 op de weg te houden. De Leylands werden als proefbussen niet voor vol aangezien. Ze zouden met het merendeel van de 301-320 (de 319 werd in 1975 als eerste gesloopt na een aanrijding met een vrachtwagen) aan de RET in Rotterdam worden verkocht; maar ook dat ging niet door, de RET had al afwijkende Leyland/Hainje-bussen van dezelfde leeftijd en schafte een nieuwe serie standaards aan. Eind 1977 werden de 295-300, amper tien jaar oud, naar de sloper in Soest gebracht alwaar hen een roemloos einde wachtte. Toch viel er nog wat eer te behalen; hun bankjes werden gebruikt voor de restauratie van de Haagse DAF/Verheul-standaard 117, en de filmkast van de 300 kwam in handen van een bushobbyist. |  |
| 101-104 (214-217) 200-213 | DAF SB200DOL/Hainje                             | In 1970 kwamen de laatste DOL-bussen (510-527) in dienst. Met uitzondering van de 510 reden ze tot 1973 vanuit Garage Oost, thuishaven van onder andere de Bijlmerlijnen. Ook na hun overplaatsing naar Garage Noord voor nachtdienst bleven ze actief als spitswagens op lijnen 55 en 56 naar genoemd stadsdeel; als voorbereiding op wat ging komen werden deze ritten uitgevoerd door ENHABO-chauffeurs. De 526 en 527 reden in juni 1975 voor het laatst over de Bijlmerdreef, want daarna gingen ze samen met de micro's 573 en 574 naar Zaandam. De 526 en de 527 werden okergeel geschilderd en in genoemde volgorde tot 101 en 102 vernummerd. De 511-525 ruilden per september 1975 met de 78-92 uit Garage West en werden integratiewagens op de CN/GVB-lijnen 65, 66, 67 en 69; bij de aflossing door de 150-169 in juli 1977 sloten ze hun GVB-tijd af met nacht- en spitsdiensten. De 524 en 525 waren inmiddels naar de ENHABO gegaan om in teruglopende volgorde tot de okergele 103 en 104 te worden vernummerd. Daarna volgden de 516-523 (zomer 1977; aanvankelijk met behoud van eigen nummers) en de 510-515 (1978). Met terugwerkende kracht werden ze in 1978 verkocht en tot 200-213 vernummerd; aansluitend kregen de 101-104 in omgekeerde volgorde de nummers 214-217 waardoor de serie weer compleet was. De 202 viel op door zijn grote DAF-letters (in 1974 gekregen bij herstel van een aanrijding met Leyland 298) en de 207 werd later tot Zaanse legende-bus beschilderd. Met de komst van de eigen standaards verdwenen de eerste exemplaren uit beeld; in 1984, het jaar waarin de laatste DOL-bussen uit het Amsterdamse straatbeeld verdwenen, waren er bij de ENHABO nog vijf (207, 211, 212, 214, 216) over. De 207 en de 214 waren nog tot begin 1985 in dienst; de 211, 212 en personeelsbus 216 wisten het tot eind juni van dat jaar uit te houden. |  |
| 500-505, 506-509 | DAF SB200DOL/Hainje                             | De 500-509 begonnen vanuit Garage West en reden van 1973 tot 1977 vanuit Oost. Vanaf 1979 werden ze aan de ENHABO verhuurd om het ontstane materieeltekort op te vullen. De 505-509 gingen als eerste en werden okergeel geschilderd; de raampartijen bleven grijs om aan te geven dat het om huurbussen ging. De 509 was nog rood toen hij in de garage beschadigd raakte; bij Hainje kreeg hij een grote filmkast die een sterk contrast vormde met de kleine DAF-letters en lange tijd van 'kleinepetfilms' was voorzien. De 505-505 volgden later, maar in tegenstelling tot de 506-509, bleven zij rood. De 504 en de 506 keerden in 1981 terug naar het GVB om meteen te worden afgevoerd. Ook de rest hoefde niet op herindiensttreding te rekenen waardoor de 500-en bij hun oorspronkelijke eigenaar de minst succesvolle standaards waren. Begin 1983 waren alleen nog de 508 en de 509 (alsnog voorzien van 'grotepetfilms') over; 30 mei keerden ze terug om zich bij de grote groep oplegbussen aan te sluiten. |  |
| 306, 322, 323, 329, 332, 333, 342, 343, 348, 349, 351, 353, 356, 359, 360 | DAF SB200DOL/Hainje                             | De eerste twee series DAF-standaards kwamen eind 1966 (301-320) en begin 1967 (321-364) in dienst. Net als de Leylands leken medio 1977 twintig bussen (301-310, 312, 313, 315, 317, 318, 323, 326, 329, 332, 342) vroegtijdig buiten dienst te gaan. Ze werden bij ENHABO opgelegd (met uitzondering van de 301 en de 302 die met de 316 ruilden) in afwachting van verkoop aan Rotterdam; omdat dit niet doorging en de 154-160 aan de CVD in Nijmegen werden verhuurd kwamen de meeste 300-en weer in dienst. De 333, die in 1979 als eerste de Bremshey-chauffeursstoel uitprobeerde, verbleef van 8 tot 14 februari 1980 in Zaandam. De 359 deed dat op 25 en 26 februari 1981. De 306 en de 332 (24 februari) werden in 1982 aan de ENHABO verhuurd voor inzet op lijnen 42 en 47. De 332 was tot 1 juli (personeelsvervoer) in dienst waarna het er voor hem opzat. In september werd het opgeknapte vijftal 343, 349, 351, 353 en 356 richting Zaandam gestuurd; na tien dagen binnenblijven kwamen ze 20 september officieel in dienst. De 349 reed 27 oktober zijn allerlaatste rit op lijn 94S; de 356 deed dat 15 november op lijn 84. De 353 (lijn 90) en de 351 (lijn 87) namen, respectievelijk, 24 en 27 december afscheid. De 353 werd vervangen door de 329, 360 en de van grote DAF-letters voorzien herintreder 348. De 351 wisselde met de 342 (die 21 oktober al overkwam voor personeelsvervoer) gevolgd door de 322 op 29 december. De 306 was op 22 december 1982 tot 506 vernummerd omdat het regelmatig voorkwam dat er met de eigen 306 werd uitgereden in plaats van met de gehuurde. Met de komst van de eigen serie 314-323 werd overwogen om de 322 tot 522 te vernummeren, maar in plaats daarvan ruilde hij 6 april 1983 (afscheidsrit; lijn 92) met de 379. De overige bussen reden 26 en 27 mei hun laatste ritten op lijn 83 (343) en 94S (329, 342, 348); ze gingen meteen terug naar het GVB om zich aan te sluiten bij de grote groep oplegbussen. Alleen de 360 kwam weer in dienst; weliswaar tot 1 juni (lijn 18), maar toch. De 342 werd in augustus 1983 nog opgeknapt als noodreserve maar zou niet meer worden ingezet. Ondertussen was de 506 nog volop in dienst; 29 februari 1984 nam hij afscheid met personeelsvervoer, en was daardoor twee maanden langer in dienst dan de tegenwoordige museumbus 301 en de tot witte artoteekbus beschilderde 313 (die uiteindelijk zijn onderdelen afstond voor de restauratie van de 301). De 506 ging 1 maart terug naar Garage West, maar kwam vier dagen later weer in Zaandam aan, waar de sloper het laatste woord had. |  |
| 367-370, 374 | DAF SB200DOL/Den Oudsten                        | In 1968 nam het GVB tien standaards (365-374) in dienst die niet door Hainje waren geleverd maar door streekbusbouwer Den Oudsten. De 370 ging op 15 juni 1982 naar Zaandam als invaller voor de in herstel zijnde 417; dit verliep sneller dan verwacht en de 370 kon de volgende avond alweer terug naar Garage West zonder een ENHABO-dienstje te hebben gedraaid. De 368, vaste wagen op lijn 42/47, werd er 14 december wel ingezet voor personeelsvervoer alvorens tijdelijk te worden opgeslagen in Garage Noord. Daarna werden de 367, 374 (27 december 1982), 370 (31 december 1982) en 369 (12 januari 1983) aan ENHABO verhuurd voor dienst op lijnen 82 en 84. Lang duurde dat niet, want de 370 keerde al 25 januari terug; samen met de van grote DAF-letters voorziene 369 en 374. En zij kwamen wel weer in dienst op eigen terrein; waar de 369 en 370 (derde ronde; maart) als spits- en lesbus werden ingezet draaide de 374 tot 10 mei wel normale diensten. De 367 ging officieel 11 mei terzijde maar wist het bij ENHABO nog twee weken uit te houden en reed 25 mei zijn afscheidsrit op lijn 94S. Bij het GVB deed de 370 dat twee dagen later op lijn 21. |  |
| 377-379, 386, 391, 402, 403, 416-418, 430, 437-451, 455, 464, 468, 471, 472, 476, 479, 480, 482, 483, 485-491, 493-499 | DAF SB200DOL/Hainje                             | De 500-527 vormden een megaserie van 153 exemplaren met de 375-499 (1968-69). De pas gereviseerde 447 viel tussen 30 mei en 18 oktober 1979 in voor de beschadigde 509; hij werd echter alleen bij materieelgebrek voor personeelsvervoer ingezet en reed in augustus GVB-diensten. Ook de 377, een van de weinige DOL-bussen met nieuwe deuren, werd tussen 13 en 17 juli 1979 van het GVB gehuurd. De 488, de enige DOL-bus die van zichzelf grote DAF-letters had, mocht tussen 27 en 29 februari 1980 de straten van Zaandam verkennen. In mei 1980 huurde de ENHABO de 494-499 voor inzet op lijnen 42 en 47, maar vanwege defecten werden ze met ingang van de zomerdienst vervangen door de 437-446 en 448-451. Vervolgens zouden de 494-499 op de eigen lijnen gaan rijden, maar omdat dat niet doorging keerden ze terug naar Garage West. In hun plaats gingen de 416-418 uit Zuid/Oost naar Zaandam; de 378, 386 en 446 volgden vanaf 28 maart 1981. Van deze bussen bleven alleen de 417 en de 447 bij de ENHABO; de rest ging bij terugkeer (tijdelijk) buiten dienst. De 446 werd tot infobus verbouwd en de 418 kwam na een opknapbeurt per 29 september 1981 weer in dienst vanuit Garage Zuid. Drie weken na zijn buitendienststelling (1 februari 1982) werd de 386 als lesbus ingezet alvorens eind maart terug te keren op lijnen 42 en 47; zijn tweede ronde duurde tot 23 mei. De teruggekeerde 441 en 448 werden diezelfde dag terzijde gesteld; drie dagen later gevolgd door de 443. De 417 ging op 27 mei naar Garage West om hersteld te worden van de schade die hij negen dagen eerder opliep toen hij bij eindpunt Molenwijk door een auto aan de blinde zijde werd geramd. Tot 4 juni werden zijn diensten door de 379 waargenomen. Op 16 juni kwam de 417 weer naar de hoofdgarage in de Jan Tooropstraat, maar ditmaal voor een reparatie die slechts een dag duurde, waardoor de 370 overbodig was als invaller. 7 juli was het definitief afgelopen voor de 417; dat gold de volgende dag ook voor de 444 en 451. De 448 daarentegen, kreeg een tweede kans; samen met de opgeknapte 430 uit Zuid ging hij op 10 september weer naar Zaandam waar ze tien dagen later officieel in dienst kwamen op lijn 94S. De 449 en 442 vielen eind oktober in voor de in herstel zijnde 505; ze bleven tot respectievelijk 4 en 23 november in dienst, en na terugkeer maakte alleen laatstgenoemde per 9 december een comeback als lesbus. De heringetreden 386 had er twee maanden lesdiensten op zitten toen hij 16 november weer in Zaandam aankwam; 30 december 1982 was het definitief voorbij voor hem en de 448; de 447 (24 december) en 430 (27 december) gingen ze voor. De 377 nam de plaats van de 386 in. De 379 verving per 6 april 1983 de door nummerdoublures teruggestuurde 322. Tussen 25 en 30 mei gingen ook de 493, 495-497 en 499 (weer) naar Zaandam. De 497 raakte op 11 augustus defect en werd vier dagen later vervangen door de 491, die 16 augustus met personeelsvervoer begon. De 483, 485-487, 489 en 490 kwamen 6, 7 en 8 september over. Laatstgenoemd tweetal begon bij de ENHABO als personeelsbus. De 377 kreeg 17 november in de garage een kopstoot van de uitgegleden 506 en was meteen uitgeschakeld. De 482 kwam meteen over. De defecte 485 ging 5 december terug naar Garage West om met onderdelen van de 478 te worden opgeknapt; drie dagen later kwam hij weer in dienst op lijn 92. De meegegane 480 maakte de volgende dag zijn Zaanse debuut op lijn 87. Ondertussen was ook de 455 (6 september) overgekomen; het bleef niet bij een invalbeurt. De 485 sloot 9 januari 1984 zijn ENHABO-tijd af met personeelsvervoer; hij werd vervangen door de 475 en kwam bij het GVB na reparatie weer in dienst tot 24 februari. De defecte 491 ruilde 20 februari met de 471, en de 495 gaf 25 februari het stokje door aan de 464. Deze brokkenmaker kwam pas vier dagen later over nadat de DOL-bussen uit West hun afscheidsritten hadden gereden; 1 maart kwam hij in dienst op lijn 87. Voor de DOL-bussen uit Zuid/Oost floot het eindsignaal op 30 maart; de 402 (een van de vier overblijvers uit de Oostploeg van 1971) en de 458 ruilden met de 493 en 486; 3 april kwamen ze in dienst op lijn 92 en het personeelsvervoer. De 403 ruilde op 19 april met de 483 en kwam de volgende dag in dienst op lijn 91. Feitelijk waren de 402 en 403 teruggekeerd in hun oude functie, want voordat ze hun stempel drukten op het bloeiende straatbeeld van de Bijlmer reden ze op de integratielijnen 65, 66 en 69. De 480 ruilde met de in Noord opgelegde 476 en werd 11 mei op lijn 81/86 gesignaleerd. Daarna was het ook in Zaandam aftellen geblazen; de 479 (24 mei), 403 (25 mei) en de 458 (28 mei) gingen als eerste buiten dienst. 29 mei reden vier bussen hun afscheidsritten op lijn 81 (499), 82/84 (482, 489) en 87 (476). Nadat ook de 455, 475 (4 juni), 402 en de 464 (5 juni) buiten dienst gingen waren 6 juni alleen nog de 471, 472 en 482 over. Ze werden allemaal opgeslagen op het voormalige terrein van DAF-Zaandam; de 464 begon een tweede leven als witte infobus van een Woningbouwvereniging. Infobus 446 schitterde 7 september 1985 op de open dag in Garage Zuid met collega 357; het was zijn laatste hoogtepunt, want in januari 1986 keerde hij terug naar Zaandam om op het door de ENHABO opgekochte terrein twee jaar lang zijn noodlot af te wachten. |  |
| 1, 3, 4, 10, 16, 21, 22, 24, 31, 34, 37 | DAF SB200DKDL/Hainje                            | De 1-45 waren in 1971 de eerste DKDL-bussen bij het GVB. Ze begonnen vanuit Garage West (waar de 1-17 twee jaar integratiewagens waren op lijnen 65, 66 en 69) maar verhuisden in 1975 naar Noord waar ze al snel een gezichtsbepalende rol gingen spelen. Op 3 juli 1986 werden negen exemplaren (1, 3, 4, 10, 16, 21, 22, 31, 34, 37) op vijftienjarige leeftijd bij de ENHABO opgelegd; negen dagen later gingen ze naar de in onbruik geraakte Garage Oost, en van daaruit kwamen de 10, 16, 22 en de 31 weer in dienst als West-bus. De 31 kreeg heimwee naar Noord waar hij 1 maart 1987 buiten dienst ging en vervolgens aan vandalismebestrijdingsproeven werd onderworpen. De 37, eind 1985 afgekeurd als methadonbus, stond zijn binnenbeplating af aan de Rotterdamse Leyland/Hainje-museumbus 309. De 16, wiens comeback het kortst duurde, begon een tweede leven als blauwe streetcornerworker en na weer van eigenaar te zijn gewisseld haalde hij de jaren 10. |  |
| 63, 64, 67, 79, 81, 88, 94, 98-100, 105 | DAF SB200DKDL/Hainje                            | In tegenstelling tot de DOL-bussen hebben de DKDL-bussen nooit vaste grond onder de voeten gekregen bij de ENHABO. Slechts enkele exemplaren hebben er dienstgedaan voornamelijk als tijdelijke invallers van de voor onderhoud of een planbeurt tijdelijk naar West teruggekeerde gehuurde wagens. In Zaanstad verbleven halverwege de jaren tachtig voor korte tijd onder meer de 63, 64, 67, 79, 81, 88, 94, 98-100 en 105. |  |
| 156-169 | DAF SB201 DKDL/Hainje                           | Na het afscheid van de laatste GVB DOL-bussen werden de hogere exemplaren uit de serie 111-169 gehuurd. De 156-169 hadden een kleurrijke geschiedenis; van 1977 tot 1980 waren ze integratiewagens op lijnen 65, 66, 67 en 69, van 1978 tot 1981 deden de 156-160 samen met de 154 en 155 dienst in Nijmegen (om grotendeels met andere gezichten terug te keren) en van 1981 tot 1984 reden de 163-169 als lpg-bus (de 168 was al verbouwd). Tussen mei en september 1984 gingen de 156-169 naar Zaandam, en door de inzet op de 90'er-lijnen verschenen ze alsnog in Noord waar de serie nooit is doorgebroken (hoewel de 131...149 in 1981/1982 op lijnen 36/38 hebben gereden) zoals in de Bijlmer. Via een tussenstop in dit stadsdeel keerden de 156-169 in 1986 terug naar Garage West om verloren terrein te heroveren; een voorbeeld dat al snel werd gevolgd door de 141-155. In 1991 werd de afvalrace onder de Westbussen een feit; de 168 ging in maart buiten dienst en werd na drie jaar 'onderduiken' onafhankelijk museumbus. De 157 en 162 schopten het samen met ex-Zuidbus 125, 149 en 153 tot de laatste ronde; de 125 won. Vergezeld door de halvefinalisten 144, 148, 150, 152 en 159 (nog ingezet op de sneltramvervangende integratielijn 51P) werden ze in 1992 okergeel geschilderd voor hun emigratie naar Meknes, Marokko waar zowat een club van Nederlandse expats was ontstaan. |  |
| 568, 569 |                                                 | Om volgbussen op lijnen 91/92 en 97 uit te sparen huurde de ENHABO in 1990 de gelede Mercedessen 568 en 569, nadat deze gedurende de zomer van 1989 waren opgelegd. Ze werden okergeel geschilderd maar behielden hun nummers. De 568 werd ingezet op lijnen 91/92 en de 569 op lijn 97. Het was de bedoeling dat ook de 566 en 567 (de andere overlevenden uit de serie 545-569) gehuurd zouden worden, maar vanwege een materieeltekort bij het GVB ging dat niet door. De 567, die samen met de 566 grijs-blauw werd geschilderd, wist medio 1991 als enige aan de sloophamer te ontsnappen en werd museumbus bij de Stichting MUSA. Door een jarenlange ruzie met de gemeenteraad moest de 567 echter binnenblijven en werd hij in maart 2011 opnieuw gered; van transport naar Marokko. Sinds begin 2012 wordt de 567 beheerd door de Stichting BRAM (Beheer en Restauratie van Amsterdamse Museumbussen). Eind 1990 werd de 569 doorverhuurd aan de Ezaco voor ritten naar de Zwarte markt van Beverwijk; hij kreeg daarbij gezelschap van diverse stads- en streekstandaards. Het is niet bekend wat er daarna van de 569 is geworden. De 568 kwam toen op lijn 97 te rijden, maar na aanrijdingsschade te hebben opgelopen tegen het inmiddels gesloopte viaduct in de Vijfhoek te Zaandam keerde hij terug naar het GVB voor sloop. Plannen voor de aanschaf van een Duvedec-streekgelede (zoals de NZH die in dienst zou nemen) vonden door de surseance van betaling geen doorgang. |  |
| 170, 172, 182, 191 | DAF SB201DKDL/Hainje                            | In 1981 nam het GVB de serie 170-209 aan; aan het eind van het jaar logeerden vier exemplaren (170, 172, 182, 191) bij de ENHABO, als ruil voor het lenen van de 308, 312, 313 en 315 voor instapproeven op lijn 18. De 170'ers zijn korter in dienst gebleven dan hun Zaanse broers, want met de komst van de CSA 3's 416-435 werden ze al in 1991 op tienjarige leeftijd overbodig. De als Noordbus geëindigde 182 kreeg in 1992 een spectaculaire gastrol in de politieserie Bureau Kruislaan. |  |
| 210, 211, 213, 215, 224, 225, 231, 236, 243, 246, 247, 249 | DAF SB201DKDL/Hainje                            | In 1982 kwamen de laatste CSA 1's (210-252; met rechthoekige achterlichten waarin ook achteruitrijlampen waren opgenomen) bij het GVB. In mei 1983 leende de ENHABO twaalf bussen (210, 211, 213, 215, 224, 225, 231, 236, 243, 246, 247, 249) omdat een aantal eigen standaards werd ingezet bij de opening van de Hemtunnel. Tijdens hun verblijf in Zaandam reden ze met films van de ENHABO. Waar de laatste exemplaren 170..209 in 1993 van de weg werden gehaald wisten de overblijvers 210...252 er nog zes jaar aan vast te plakken. In ENHABO-stijl werd de 210 in 1995 met de 245 en de 251 aan de NZH verhuurd voor spitsdienst op de GVB-lijnen 62 (Zuid) en 63 (West). De wagens verbleven in de samenwerkingsgarage Amstel III in de Bijlmer, waardoor het kon gebeuren dat er vanuit Zuid een Noordbus reed op Westlijn 63. |  |
| Volvo CSA-1-standaardbussen |                                                 | |  |
| 301-303 304-313 314-323 | Volvo B10R/Hainje                               | Vanaf 1979 ging de ENHABO ook zelf standaards kopen bij Hainje; dit waren echter geen driedeurs-DAF's maar tweedeurs-Volvo's zoals de Stadsbus Maastricht; dus met vlakke achterkant, Leyland-achtige wieldoppen (later vervangen door open doppen) en bredere uitstapdeuren. Ook introduceerden de 301-303 (1979) en de (304-313) (1981) lijn- en richtingfilms met dezelfde typografie als die van het GVB, maar dan dikker. Opvallend was het grote aantal zitplaatsen achteruit (14 in plaats van 8 bij stadsstandaards), dit mede door de dubbele banken en het stabalkon. De 301-303 werden als eerste afgeleverd maar stonden door kinderziekten meer dan een jaar aan de kant en kwamen toen in dienst op lijnen 6 en 7. Een jaar later werden de 304-313 door de burgemeester van Landsmeer feestelijk in gebruik genomen op lijnen 1 en 2. In 1982 werden een paar exemplaren aan het GVB uitgeleend voor proeven op lijn 18 met open instap en tweedeursbussen. De chauffeurs waren goed te spreken over de hogere snelheid en de stand van het stuur. Pas in 1989 kreeg het GVB Volvo-standaards, waarvan de 387-396 in tweedeursuitvoering waren geleverd voor dienst op Schiphollijn 68. Eerder (1986-1987) werd er proefgereden met Volvo-geledes van het Stockholmse vervoerbedrijf SL waarna er bij Hainje een serie van 25 CSA 3-geledes (520-544) volgde. De 314-323 (1982) hadden rechthoekige achterlichten. In 1983 werden beide series ingezet bij de opening van de Hemtunnel. Op lijnen 96 en 97 vervulden ze lange tijd een ondergeschikte rol omdat deze lijnen hoofdzakelijk met de 105-136 reden. Pas na afvoer van deze serie kwam daar verandering in. Met de komst van de CSA 2's werden de zwarte film door een blauwe vervangen. Bij de overname door NZH in 1991 kregen de 301-313 / 314-323 een Z voor hun nummer en (wederom) nieuwe films. In 1995 gingen ze buiten dienst; de 314, 311, 315, 312, 309, 307, 310, 313, 306, 308, 323, 319, 317, 318, 321, 316, 301, 302, 322 en de 320 emigreerden naar Meknes en werden in deze volgorde vernummerd tot 163-182. Opvallend is dat hun nieuwe eigenaar RATM de achteruitnummering hanteerde, daar de eveneens aanwezige GVB'ers (170...209 / 210...252) tot 200-en werden vernummerd en okergeel geschilderd om in de pas te lopen. Het Portugese bedrijf UTC Carvalhos werd de nieuwe eigenaar van de 305 (vernummerd tot 136) en de Maastrichtenaren 21, 23, 25, 26, 86 en 91. Ze moesten echter wel in de metamorfose waardoor ze alleen nog aan de zijkanten te herkennen waren als CSA 1-wagens. |  |
| DAF CSA-2-standaardbussen |                                                 | |  |
| 270-274 | DAF SB201DKDL/Hainje                            | GVB Busserie: Tussen 1983 en 1987 nam het GVB 122 tomaatrode CSA 2's (253-344, 345-374) in dienst. Hiervan werden de 270-274 in 1986 aangewezen als vaste wagens voor dienst op de in samenwerking met ENHABO en Centraal Nederland gereden lijn 64 van Amstelveen naar Zaandam, via het nieuwe station Sloterdijk. Tijdens de winterdienst 1986-1987 verbleven vier wisselwagens (de vijfde was in West voor onderhoud) naar Zaandam voor drie diensten. Met de komst van de CSA 3-standaards verwaterde de vaste inzet op lijn 64. De 271 werd in 1994 als 'Bosbus' beschilderd en bleef samen met de 270 en 272 in dienst totdat ze vier, vijf jaar later werden vervangen door de Berkhof Jonckheers 101-155. |  |
| Volvo CSA-2-standaardbussen |                                                 | |  |
| 324-331 332-339 340-344 | Volvo B10R/Hainje                               | In 1985 en 1987 nam ook de ENHABO 21 CSA 2's in dienst; de 324-331 332-339 introduceerden de blauwe lijn- en richtingfilms en de open wieldoppen. In 1987 werden de 340-344 afgeleverd met noodraam als nooduitgang in plaats van een nooddeur en met Voith-versnellingsbak. Na de overname door de NZH werd de serie administratief vernummerd in 1924-1944 en de 324 en 325 werden als enige CSA’s streekgeel gespoten en voorzien van de nummers 1924 en 1925. De rest bleef tot de afvoer in 1994 doorrijden in de volledige Enhabo-uitvoering met originele Enhabo-serienummers. De 331-342 waren teltredewagens en kregen een 9 voor het nummer en zagen eruit als 9331-9342. Na de NZH overname werd bij enkele bussen de 9 weer verwijderd. Enkele wagens werden ook voorzien van andere koersfilms. Er werden eind jaren 80/begin 90 ook modernere spiegel gemonteerd op alle CSA’s. In 1994, het jaar waarin NZH ook het voormalig Maarse & Kroon-gedeelte van CN overnam, werden de 332-344 overbodig en aan de BBA verkocht dat dringend materieel nodig had voor de stadsdienst Den Bosch, nadat er veel materieel verloren ging bij een garagebrand. Ze werden Brabants bont geschilderd, voorzien van enkele bankjes en zwarte films en vernummerd tot 195-207. 324-331 zijn in 1994 geëxporteerd naar het voormalig Joegoslavië en de laatste bus uit de serie heeft dienstgedaan tot einde 2014 in de omgeving Mostar. De 332 (195) heeft het nog tot 2005 mogen uitzingen bij de BBA. |  |
| 201 | DAF/Hainje                                      | In 1984 ontwikkelde Hainje een midiversie van de CSA 2 die als Neoplans (GVB 585-591; tweevleugelige deuren) en DAF's (GVU 401-409; enkelbladsdeuren) werden gebouwd. De ENHABO bestelde een bus in laatstgenoemde uitvoering. In 1994 werd de 201 bij NZH tot 1999 vernummerd en in het nieuwe kleurenschema gespoten. In 1997 is de 201 geëxporteerd naar Kreta. De 201 is in 2015 nog gezien op Kreta. |  |
| 401, 402 | Volkswagen LT/Den Oudsten                       | Speciaal voor de minder drukke lijnen schafte de ENHABO ook twee Volkswagenbusjes aan die vanwege hun vorm de bijnaam Pausmobiel droegen. In 1994 werd de 402 door NZH aan Midnet verkocht en achter zijn CN-/VAD-broers tot 7089 vernummerd. |  |
| CAOV/ST2000 CSA 3-standaardbussen |                                                 | |  |
| 501-503 504-505 506-508 509-510 511-512 513 | Volvo B10M/Hainje CAOV Volvo B10M/Hainje ST2000 | In 1988-1989 nam de ENHABO dertien ST2000-en, oftewel CSA 3's in dienst. De 501-508 waren de laatste okergele bussen en mochten zich in alle opzichten standaardversies noemen van de GVB-geledes 520-544 (ook Volvo's) die speciaal voor de Sloterdijklijnen 15 en 48 werden aangeschaft. De 509-513 introduceerden het wit-blauwe kleurenschema en waren de gestileerde Duvedec-versie met vierkante koplampen, grote Volvo-letters boven de donkere grille en een grotere pet met films op de normale grootte (de blauw-grijze GVB-geledes 505-519 en standaards 377-396 werden met matrixfilms geleverd). In 1990 werden ze ingezet op de uit geldnood geboren Tunnelexpress. Bij de overname door NZH in 1991 kregen beide series een Parool-beschildering in diverse kleuren (de 502 werd roze) en zwarte films. In 1994, toen Zaandam en de voormalige CN-garages gloednieuwe Duvedec-streekstandaards kregen, werden de CSA 3's wit-geel-met-grijs-logo geschilderd en vernummerd tot 1951-1963. Samen met de 1999 zijn zij als enige meegegaan naar Connexxion, waar de 1951 en 1961 een groen jasje kregen. Met de massale instroom van de 'grotepet'-Alliances (inmiddels vroegtijdig verdreven door de lagevloerse Ambassadors, Citaro-geledes en Lion's Cities) kwam het einde snel in zicht. De 1954 en 1961-1963 werden op de taxi-afdeling geplaatst. De 1956 geniet bij Womy nog altijd van de buitenlucht. |  |
| 4530-4534 | Volvo B10M/Hainje                               | Ook Stadsbus Maastricht nam een aantal CSA 3's in dienst; de 50-54 begonnen met enkelbladsvoordeur, maar werden al snel verbouwd tot brede-instapbussen. In 1990 zouden de Maastrichtenaren door de ENHABO worden overgenomen maar vanwege de eerdergenoemde betalingsproblemen stonden ze lange tijd bij Hainje aan de kant; werkloos en wachtend op geplakte zijruiten. Tegen de tijd dat ze alsnog naar Zaandam kwamen begin 1991 was de overname bijna een feit |  |
| Standaardstreekbussen |                                                 | |  |
| Van 1967 tot 1988 werd de standaardstreekbus aan de omringende bedrijven geleverd. Dit type, waarvan naast Leyland en DAF ook enige tijd een Volvo-variant bestond, leek aan de ENHABO voorbij te gaan totdat de NZH de aandelen van de gemeenten Amsterdam en Zaandam in handen kreeg en op GVB-achtige wijze vijftien jaar oude smalle-instapbussen (de laatste) verhuurde ter vervanging van de slechtste Volvo/Jonckheere-wagens. |                                                 | |  |
| 1301-1303 | DAF MB200DKDL600/Hainje                         | De 1275-1324 waren geen onbekenden in Amsterdam-Noord daar ze vooral op de Waterlandlijnen reden. In november 1990 deden de 1301-1303 als eerste streekstandaards hun entree in Zaandam. Na de komst van de 4530-4534 keerde de 1302 terug; de 1301 en de 1303 zijn tot vlak na de officiële fusie (die ze weer bij hun oorspronkelijke eigenaar terugbracht) in dienst gebleven. |  |
| 8025, 8027, 8028, 8029, 8030 | DAF MB200DKDL600/Den Oudsten                    | In het najaar van 1990 werd dit vijftal aan het GVB verhuurd om het materieeltekort op Sloterdijklijn 44 op te vullen; ze reden er in een andere volgorde onder de nummers 451-455. Na de komst van de CSA 3's 406-415 gingen ze door naar de ENHABO ter afwachting van de 4530-4534. |  |
| 7917 | DAF MBG205DKFL530/Den Oudsten-Schenk            | In 1983 nam de NZH de DAF-geledes 7917-7933 in dienst voor inzet op de 100'er-lijnen naar Amsterdam. Na het verlies van GVB'er 568 en het niet leveren van een Duvedec-gelede huurde de ENHABO de 7917 voor dienst op lijn 97. Het onderhoud vond plaats in Purmerend. Na de fusie kwamen er nog twee wisselwagens uit deze waardoor de resterende Volvo/Jonckheere-wagens konden worden afgevoerd. |  |
| 7797 | Mercedes O317/Den Oudsten-Schenk                | ex West Nederland |  |

## Tourbussen
Ook heeft de ENHABO begin jaren tachtig tourbussen gehuurd voor dienst op lijn 97 van de fa. Hellingman omdat het GVB niet meer standaards kon leveren.

## ENHABO-museumbussen
| Nummer | Serie   | Bouwjaar | Bewaard door        | Opmerking                                          | Afbeelding |
| ------ | ------- | -------- | ------------------- | -------------------------------------------------- | ---------- |
| 244    | 200-244 | 1957     | Haags Bus Museum    | Was onderdeel van de collectie van Stichting MUSA. |            |
| 95     | 93-98   | 1970     | Stichting BRAM      | Was onderdeel van de collectie van Stichting MUSA. |            |
| 114    | 105-136 | 1975     | NOV te Ouwsterhaule | Was onderdeel van de collectie van Stichting MUSA. |            |
| 402    | 401-402 | 1986     | Stichting BRAM      | Was onderdeel van de collectie van NOV.            |            |